# كارين كوش (لاعبة غولف)
كارين كوش (بالسويدية: Carin Koch)‏ هي لاعبة غولف سويدية، ولدت في 23 فبراير 1971 في Kungälv ‏ في السويد.

## وصلات خارجية
- كارين كوش على موقع رابطة أوروبا للاعبات الغولف المحترفات (الإنجليزية)

- الموقع الرسمي